# Кабиольский, Вильгельм Мартович
Вильгельм Мартович Кабиольский (?? — ??) — архитектор.

## Биография
Кабиольский Вильгельм Мартович (кон. XIX- нач. XX веков) — архитектор, по происхождению немец. В 1885—1914 годах жил и работал в Одессе, с 1892 года член Одесского отделения Русского технического общества. В своих проектах использовал стилевые формы необарокко, модернизма, ампира и неоампира. С началом Первой мировой войны, покинул Российскую империю.

## Избранные реализованные проекты
Одесса
- жилой дом на ул. Нежинская, № 46 (1892-93),
- особняк А. Я. Поммера на углу ул. Сабанеев Мост, № 3 и Военного спуска (1893-94, инженер В. А. Шевалев)[3],
- дом Петровой (флигель, ограда) на ул. Маразлиевская, № 36 (1896),
- доходный дом Романенко на ул. Садовая, № 16 (1895-96),
- дом Клименко (с магазинами) на ул. Греческая, № 30 (1890-е гг.),
- дом Бродской на Екатерининской площади, № 4а (конец XIX века),
- дом Ждановой на Екатерининской площади, № 6 (1901-02),
- дом Е. В. Брандта и Шульца на ул. Екатерининская, № 1 (1901-03)[4],
- дом Ждановой на углу Екатерининской площади, № 8 и Военного спуска (1910),
- М. Шрётера (соавтор Г. Н. Шрётер) на ул. Пушкинская, № 33 (1910-11),
- женская гимназия Видинской на углу ул. Торговая, № 46 и Ямская (ныне Новосельского, № 31 (1908-09),
- контора РОПиТ на ул. Дерибасовская, № 4 (1912, соавтор А. Клепинин),
- перестройка дома С. Бродского (автор В. А. Сгибнев) в гостиницу «Биржа» на углу ул. Пушкинская, № 14 и Полицейская, № 16 (1896),
- перестройка особняка Ашкенази на Приморском бульваре, № 3 (конец XIX века, с использованием здания Д. Фраполли),
- реконструкция Земского банка (построен 1882-83, арх. Ф. Маас) на ул. Садовая, № 3 (кон. 19 в.).

Николаев:
- «Русский для внешней торговли банк» на углу улиц (Фалеевская, 7 и Большая Морская; 1911—1912, инженер. Ф. О. Гайдуков)[5].